# Cédric Gras
Pour les articles homonymes, voir Gras.
Cédric Gras, né le 15 janvier 1982 à Saint-Cloud, est un écrivain français. Il a notamment reçu le prix Albert-Londres pour son livre Alpinistes de Staline (Stock, 2020). 

## Biographie
Cédric Gras est arrière-petit-fils du chimiste Raymond Cornubert
Après avoir grandi à Viroflay et à Vélizy, il suit des études au lycée Hoche de Versailles puis en géographie au Québec et en Inde, tout en développant une passion pour la marche et l'alpinisme dans de nombreux pays.  
À 19 ans, il traverse la Mongolie à cheval puis la Chine à vélo et le Tibet en partie à pied,. 
En 2004, il est lauréat de la Bourse de la vocation de la Fondation Marcel-Bleustein-Blanchet pour la vocation.[réf. nécessaire]
Il termine ses études à Omsk, en Russie en 2005 puis enseigne l'année suivante à l'université de Vladivostok avant de créer l'Alliance française de Vladivostok qu'il dirige jusqu'en 2009. Il passe ensuite une année doctorale à étudier l'Extrême-Orient russe, avec une bourse du centre franco-russe de Moscou.
Il participe en 2012 à l'expédition à moto menée par Sylvain Tesson sur les traces de la retraite de Russie de 1812, en compagnie du photographe Thomas Goisque.
Il crée et dirige l'Alliance française de Donetsk, dans l'est de l'Ukraine, de 2010 à l'été 2014, où l'Alliance française est fermée à cause du conflit dans l'est ukrainien. Il rejoint alors l'Alliance française de Karkhov avant de prendre brièvement la direction de l'Alliance française d'Odessa.
En 2015, il publie L'hiver aux trousses, récit d'un voyage de l'Arctique russe jusqu'à Vladivostok, en compagnie de l'automne.
Durant l'hiver 2016, il participe durant trois mois à la 61e expédition antarctique russe sur les bases Progress et Mirny.
En 2019, il annonce travailler sur un film de cinéma, avec le réalisateur Luc Jacquet pour lesquels ils effectuent deux repérages en Sibérie orientale.
En 2021, il mène une expédition sur le Fedchenko, le plus long glacier de montagne du monde, au Tadjikistan, avec l'aventurier Matthieu Tordeur et le réalisateur Christophe Raylat. Il revient les années suivantes en Asie centrale pour des tournages documentaires jusqu'aux sources des fleuves Amou-Daria et Syr-Daria,, à partir de la mer d'Aral.   
En 2024, il se rend sur les bases antarctiques argentines de Marambio et d'Esperanza en reportage pendant 2 mois.

## Distinctions
Cédric Gras reçoit le prix Albert-Londres du livre en 2020 pour Alpinistes de Staline.
L'Hiver aux trousses reçoit le prix Alphonse de Montherot 2015 de la Société de géographie.

## Œuvres

### Livres
- Vladivostok : neiges et moussons, Phébus, 2011 (récit de voyage).
- Le Nord, c'est l'Est : aux confins de la fédération de Russie, Phébus, 2013 (récit de voyage)[18] ; sélection du prix Nomad's 2013
- Le Cœur et les Confins, Phébus, 2014 (nouvelles)[19] ;
- L'Hiver aux trousses, Stock, 2015 (récit de voyage). Réédition Folio, 2016[20] ;
- Anthracite, Stock, 2016 (roman), finaliste du prix de Flore 2016 ;
- La Mer des Cosmonautes, Paulsen, 2017 (récit de voyage)[21] ;
- Saisons du voyage, Stock, 2018[22] ;
- Alpinistes de Staline, Stock, 2020[23] (Prix Albert-Londres du livre 2020, Grand Prix du Livre de Montagne 2020[24], Prix Leggimontagna 2023[25]) ;
- Alpinistes de Mao, Éditions Stock, 2023
- Les routes de la soif, Editions Stock, 2025

### Contributions
- « L’Extrême-Orient russe : une incessante (re)conquête économique » (article avec Vladimir Shvedov), Hérodote no 138, 3e trimestre 2010.
- Tchinguiz Aïtmatov, Il fut un blanc navire, Libretto 2012. Réédition, préface de Cédric Gras ;
- Kaliningrad : la petite Russie d'Europe, collectif sous la direction de Dominique de Rivaz, Éditions Noir sur Blanc, 2020[26] ;
- Youri Bezsonov, L’Évadé de la mer Blanche, Transboréal 2021. Réédition, introduction et notes par Cédric Gras. Traduction du russe par Evgueni Petrovitch Semenoff.
- Boris Savinkov, Le Cheval blême, Libretto 2022. Réédition, préface de Cédric Gras ;
- Maurice Schobinger, Combinats, Noir Sur Blanc 2022. Beau livre. Textes de Cédric Gras ;
- Vladimir Arseniev, Dersou Ouzala, J'ai Lu 2024, préface de Cédric Gras[27]

### Documentaires
- Oural, à la poursuite de l'automne, Nomade Productions, co-auteur avec Christophe Raylat, 2018. Diffusé sur Arte le 14 septembre 2018. Prix Ushuaïa TV au festival Ecrans de l'aventure de Dijon (octobre 2018)[28].
- Vers les Monts célestes avec Cédric Gras, Ushuaïa TV, 2019. Grand Prix du Fonds d’aide au cinéma de montagne (FODACIM) 2021[29].
- Sur les rivages de la mer Blanche, de Christophe Raylat et Cédric Gras, 2020. Latosensu production, diffusion sur Arte[30].
- La Haute Route au fil des glaciers, Ushuaïa TV et Hello Emotion, 2021. Documentaire de Christophe Raylat, avec Cédric Gras, Matthieu Tordeur, Lise Billon et Inès Dussaillant[31].
- Fedchenko, le glacier oublié, de Christophe Raylat, avec Matthieu Tordeur, 2022[32].
- Les sentinelles de l'Antarctique, de Christophe Raylat et Cédric Gras, 2024, Ushuaïa TV[33]
- Aux sources de la mer d'Aral, de Christophe Raylat et Cédric Gras, 2024, diffusion Arte[34].